# 新解釈・三國志
『新解釈・三國志』（しんかいしゃく・さんごくし）は、2020年12月11日に公開された日本映画。脚本と監督は福田雄一。主演は大泉洋で、福田が監督を務めた映画作品への出演は本作が初となる。

## 製作・公開
『三國志』を福田自身による新たな解釈のもとで映画化しており、例えば劉備であれば『水曜どうでしょう』（『水どう』）内での大泉のような、将軍らしいことを口にしないという形となっている。また、福田は「劉備を大泉がやらないなら撮影する必要がなく、スケジュール調整に3年を要してまでも撮影したかった」と語っている。素の大泉のキャラクターを活かすため、あえて役作りをさせないようクランクイン直前まで福田は大泉に台本を渡さなかった。
このように福田の熱烈なラブコールを受けて出演した大泉は、完成報告会見で「本来なら大変良い役で喜ぶべきだが（本作の）劉備はカッコよくなく…」「（撮影現場の）追い込まれていく雰囲気が（映画というより）『水どう』に近い（出ているような）感じだった」「できれば（古代中国戦国時代が舞台である）『キングダム』に出たかったけど役が無かった」というボヤキを交えながらも、作品への思いを述べている。また、「面白ければセリフを間違えてもNGが出ない」というゆるい現場だったという。
撮影は2019年の4月から5月頃に千葉県の君津市・鋸南町で行われた。
公開開始前に韓国・香港・台湾での上映が決定している。
映画のポスターは長野剛が担当した。
公開初週の12日、13日の週末動員は42万3000人で初登場2位にランクした。2日間の興行収入は5億9300万円。2020年12月23日、大泉洋が大ヒット御礼舞台あいさつに登場した。11日の公開初日から興収17.8億円、動員130万人を突破している。最終的な興行収入は40.3億円となった。

## あらすじ
今から1800年前。中国では、中華統一を巡り三国「魏・蜀・呉」が群雄割拠していた。民の平穏を願い、のちに英雄と呼ばれる一人の男・劉備が立ち上がった。激動の乱世を経て、物語はやがて「魏軍80万」vs「蜀・呉連合軍3万」という、圧倒的兵力差が激突する「赤壁の戦い」に突入していく。

## キャスト

### 蜀
劉備
演 - 大泉洋
蜀の将軍。戦嫌いで小心者、さらにわがままで面倒臭がりという、武人らしからぬ人間性ではあるが、酒に酔うと勇猛果敢でカリスマ性溢れる立派な武人に豹変する。
関羽
演 - 橋本さとし
劉備の義兄弟。劉備の武人らしからぬ頼りなさ、情けなさに悩みながらも、信頼し劉備を支え続ける。
張飛
演 - 高橋努
劉備の義兄弟。関羽と同じく劉備のヘタレさに悩んでおり、酒に酔った劉備を「真の武人」と評価している。
趙雲
演 - 岩田剛典
蜀の武人。常にモデルのようなポーズを取ったり、話すときに独特の間を取ったり、終始背後を謎の光に照らされているなど、「鼻に付く」ナルシストの美青年。しかし戦闘の実力は高い。
孔明
演 - ムロツヨシ
蜀の軍師。とても頭の切れる天才軍師と思われているが、実は妻の黄夫人に頼りっきりの凡才。劉備とは何だかんだで気が合う。
糜夫人
演 - 清水くるみ
劉備の正室。子供の阿斗を趙雲に預け、自らは井戸に身を投げた。
黄夫人
演 - 橋本環奈
孔明の妻で、とても頭が切れる「影の名軍師」。気が荒く男勝りな性格。

### 魏
曹操
演 - 小栗旬
魏の将軍。武人としての資質は高いが、度を越した女好き。戦好きであることから、劉備に平和な国を治めるに値しない人物と見られている。
荀彧
演 - 磯村勇斗
軍師。
夏侯惇
演 - 阿部進之介
曹操の遠戚。
許褚
演 - 一ノ瀬ワタル
魏の武人。劇中で腹踊りを行った。

### 呉
孫権
演 - 岡田健史
前の君主・孫堅の末子で呉の君主。しかし優柔不断かつ気の弱い人物で、孔明に心酔しているが、側近の周瑜が孔明を目の敵にしていることはなぜか気にしていない。
周瑜
演 - 賀来賢人
呉の最高司令官。声が大きく暑苦しく、とても単純な性格で騙されやすい。妻の小喬を溺愛している。孔明に騙されたことを根に持ち、やたらと孔明を斬首したがる。
小喬
演 - 山本美月
周瑜の妻。周瑜に暑苦しいまでの寵愛を受けるが、美形と名高い曹操のことも敵国の将軍ながら気になっている面食い。
黄蓋
演 - 矢本悠馬
呉の老将。
魯粛
演 - 半海一晃
呉の軍師。

### その他の勢力と現代
董卓
演 - 佐藤二朗
後漢時代の暴君。軽く馴れ馴れしい口調で話し、ほとんど威厳がない。女好きで貂蝉に一目惚れし、同じく貂蝉に惚れた呂布と諍いを起こす。
呂布
演 - 城田優
董卓の側近で、後漢及び三国時代最強と名高い武人だが、とても馬鹿。貂蝉に一目惚れし、上司の董卓と恋敵となる。
貂蝉
演 - 渡辺直美・広瀬すず
趙雲が蜀中を探し見つけた、当時の感覚では「絶世の美女」（時代考証的美女）。劉備の命で董卓及び呂布を篭絡し、仲間割れを企てる。豊満（過ぎる）肢体を活かした独特の舞が得意。
黄巾
演 - 山田孝之
黄巾の砦を守っていた逆賊の長。やたらと顔の黄金比にこだわり、話し出すとやたら長く、他人の話に耳を貸さない。
蘇我宗光
演 - 西田敏行
歴史学者として登場し、史実と考察についての解説を行う。

## スタッフ
- 脚本・監督 - 福田雄一
- 音楽 - 瀬川英史[20]
- プロデューサー - 北島直明、松橋真三[3]
- 主題歌 - 福山雅治「革命」（AMUSE / UNIVERSAL J）[21]
- 製作 - 沢桂一、市川南、荒木宏幸、菊川雄士、藤本鈴子、森田圭、弓矢政法、松橋真三、伊藤亜由美、田中祐介
- エグゼクティブプロデューサー - 伊藤響
- 撮影監督 - 工藤哲也
- アクション監督 - 田渕景也
- 撮影 - 鈴木靖之
- 美術 - 高橋努
- 照明 - 藤田貴路
- 録音 - 柿澤潔
- 装飾 - 谷田祥紀
- ポスプロプロデューサー - 鈴木仁行
- 編集 - 臼杵恵理
- ホースコーディネーター - 辻井啓伺
- 衣装デザイン - 澤田石和寛
- 衣裳制作指揮 - 高林健二
- ヘアメイクディレクション - 宮内宏明
- ヘアメイク - 谷口小央里
- VFXスーパーバイザー - 小坂一順
- スクリプター - 山内薫
- 助監督 - 井手上拓哉
- 制作担当 - 澤井克一
- ラインプロデューサー - 鈴木大造
- 宣伝プロデューサー - 林原祥一
- 配給 - 東宝
- 制作プロダクション - クレデウス
- 製作幹事 - 日本テレビ放送網
- 製作 - 映画「新解釈・三國志」製作委員会（日本テレビ放送網、東宝、アミューズ、読売テレビ放送、バップ、KDDI、ジェイアール東日本企画、クレデウス、クリエイティブオフィスキュー、GYAO、札幌テレビ放送、宮城テレビ放送、静岡第一テレビ、中京テレビ放送、広島テレビ放送、福岡放送）

## 評価
キネマ旬報社が運営するKINENOTEの「キネ旬Review」では、映画評論家の北川れい子は「近年これほど味も塩っけもないハリボテ映画は観たことない」と悪ノリの暴走だと酷評し、ライターの佐野亨は「この映画の逐一がいっさい面白くない、どころか不快きわまりない」と低評価を下し、映画評論家の福間健二は「バカにしすぎと腹を立てるほどではないとしても、退屈した」と評した。また、容姿をいじるギャグの数々が差別的（ルッキズム・人種差別）であると批判する声もSNSを中心にあがった。

## テレビ放送
| 回 | 放送日        | 放送時間（JST）   | 放送局     | 放送枠                     | 視聴率 | 備考                        | 出典          |
| -- | ------------- | ----------------- | ---------- | -------------------------- | ------ | --------------------------- | ------------- |
| 1  | 2022年1月21日 | 金曜21:00 - 23:14 | 日本テレビ | 金曜ロードショー （第2期） | 11.9%  | 地上波初放送 本編ノーカット | [ 25 ] [ 26 ] |

## 新解釈・三國志－異聞－
『Huluオリジナルストーリー「新解釈・三國志－異聞－」』として福田が脚本・監督、大泉が主演によるドラマが2020年12月12日から12月26日までHuluで配信されている。映画本編では語られていない様々な逸話を自由な解釈でドラマ化している。

### キャスト
- 劉備 - 大泉洋
- 孔明 - ムロツヨシ
- 関羽 - 橋本さとし
- 張飛 - 高橋努
- 荀彧 - 磯村勇斗
- 夏侯惇 - 阿部進之介
- 許褚 - 一ノ瀬ワタル
- 周瑜 - 賀来賢人
- 黄蓋 - 矢本悠馬
- 小喬 - 山本美月
- 董卓 - 佐藤二朗
- ナレーター - 徳島えりか

### スタッフ
- 脚本・監督 - 福田雄一
- 音楽 - 瀬川英史
- プロデューサー - 北島直明、松橋真三
- 主題歌 - 福山雅治「革命」（AMUSE / UNIVERSAL J）
- エグゼクティブプロデューサー - 伊藤響
- 撮影監督 - 工藤哲也
- アクション監督 - 田渕景也
- 撮影 - 鈴木靖之
- 美術 - 高橋努
- 照明 - 藤田貴路
- 録音 - 柿澤潔
- 装飾 - 谷田祥紀
- ポスプロプロデューサー - 鈴木仁行
- 編集 - 臼杵恵理
- ホースコーディネーター - 辻井啓伺
- 衣装デザイン - 澤田石和寛
- 衣裳制作指揮 - 高林健二
- ヘアメイクディレクション - 宮内宏明
- ヘアメイク - 谷口小央里
- VFXスーパーバイザー - 小坂一順
- スクリプター - 山内薫
- 助監督 - 井手上拓哉
- 制作担当 - 澤井克一
- ラインプロデューサー - 鈴木大造
- 宣伝プロデューサー - 林原祥一
- 製作著作 - 日本テレビ[28]

### 配信日程
| 話数  | 配信日   | タイトル             |
| ----- | -------- | -------------------- |
| 第1話 | 12月12日 | 三顧の礼の計画       |
| 第2話 | 12月12日 | 水魚の交わり         |
| 第3話 | 12月19日 | 曹操軍の赤壁前夜     |
| 第4話 | 12月19日 | 曹操からのプレゼント |
| 第5話 | 12月26日 | 苦肉の計             |
| 第6話 | 12月26日 | 周瑜と小喬           |
| 第7話 | 12月26日 | 董卓の食べたいもの   |